# Supremi Apostolatus Officio

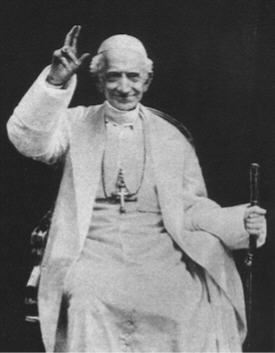
Paus Leo XIII

Supremi Apostolatus Officio (Latijn voor Het Hoogste Apostolische Ambt) is een encycliek van paus Leo XIII, uitgevaardigd op 1 september 1883 met betrekking tot de verbreiding en versterking van de Rozenkransdevotie.
De paus stelt dat het altijd al een katholieke gewoonte is geweest om zich in tijden van nood en zorgen te wenden tot Maria. En daar het haar bovenal zoet en aangenaam is, hulp en troost te bieden aan allen die er om vragen, mag men er niet aan twijfelen, of zij zal nog veel meer bereid zijn, ja, als het ware er naar haken, om de beden der gehele Kerk goedgunstig in te willigen. De paus releveert hoe het rozenkransgebed zijn uitwerking niet miste in de strijd tegen de ketterijen van de albigenzen. En evenzeer, in de strijd tegen de Turken. Want in de zeeslag bij de Echinadische eilanden versloeg en verstrooide de christenvloot zonder zware verliezen van haar kant de vijanden en behaalde zij een heerlijke overwinning. Deze overwinning in de Slag bij Lepanto in 1571 was voor paus Pius V aanleiding om de maand oktober tot rozenkransmaand uit te roepen.
De paus nu, meent, dat de noden in deze tijd onverminderd groot zijn. Hij doelt hierbij zowel op de teloorgang van de Kerkelijke Staat, als op de opkomst van allerlei nieuwe dwalingen. Daarom sporen Wij alle christenen dringend aan, om in het openbaar of anders ieder in de besloten kring van huis en gezin, dat heilig rozenkransgebed met ijver te verrichten. Maar Wij willen nog meer. Het is ook Ons verlangen, dat heel de maand oktober van het lopende jaar aan de hemelse Koningin van de rozenkrans godvruchtig worde toegewijd. De paus draagt iedereen op om gedurende de hele maand oktober gezamenlijk de rozenkrans te bidden, waarbij tezelfdertijd het Allerheiligste dient te worden getoond en aanbeden. De paus verleent ook een bijzonder aflaat aan degenen die aan deze godsdienstige oefeningen deelnemen: Aan allen dus, die gedurende de aangegeven tijd bij de openbare gebedsoefening van de rozenkrans met de litanie tegenwoordig zijn en tot Onze intentie bidden verlenen Wij telkenmale een aflaat van 7 jaren en 7 maal 40 dagen..
<<< · Inscrutabili Dei Consilio · Quod Apostolici Muneris · Aeterni Patris · Arcanum divinae sapientia · Grande Munus · Sancta Dei Civitas · Diuturnum · Licet Multa · Etsi Nos · Auspicato Concessum · Cum Multa · Supremi Apostolatus Officio · Nobilissima Gallorum Gens · Humanum Genus · Superiore Anno · Immortale Dei · Spectata Fides · Quod Auctoritate · Iampridem · Quod Multum · Pergrata · Vi E Ben Noto · Officio Sanctissimo · Quod Anniversarius · In Plurimis · Libertas praestantissimum donum · Saepe Nos · Quam Aerumnosa · Etsi Cunctas · Exeunte Iam Anno · Magni Nobis · Quamquam Pluries · Sapientiae Christianae · Dall'alto Dell'apostolico Seggio · Catholicae Ecclesiae · In Ipso · Rerum Novarum · Pastoralis · Pastoralis Officii · Octobri Mense · Au Milieu Des Sollicitudes · Quarto Abeunte Saeculo · Magnae Dei Matris · Custodi Di Quella Fede · Inimica vis · Ad Extremas · Constanti Hungarorum · Laetitiae Sanctae · Providentissimus Deus · Praeclara Gratulationis Publicae · Litteras A Vobis · Iucunda Semper Expectatione · Orientalium Dignitas · Christi Nomen · Longinqua · Permoti Nos · Adiutricem · Insignes · Satis Cognitum · Fidentem Piumque Animum · Divinum Illud Munus · Militantis Ecclesiae · Augustissimae Virginis Mariae · Affari Vos · Caritatis Studium · Spesse Volte · Quam Religiosa · Diuturni Temporis · Quum Diuturnum · Testem Benevolentiae Nostrae · Annum Sacrum · Depuis Le Jour · Paternae · Omnibus Compertum · Tametsi Futura Prospicientibus · Graves de Communi Re · Gravissimas · Reputantiubus · Urbanitatis Veteris · In Amplissimo · Quod Votis · Mirae Caritatis · Quae Ad Nos · Fin Dal Principio · Dum Multa · >>>